# Lüshi Chunqiu
O Lüshi Chunqiu (denominado em algumas traduções como Crônicas da Primavera e Outono de Mestre Lü) é um texto clássico chinês de caráter enciclopédico, compilado por volta do ano 239 a.C., sob o patrocínio de Lü Buwei, chanceler da Dinastia Qin.
O Lü shih ch’un ch’iu é único entre as obras antigas por ser bem organizado e abrangente, contendo passagens extensas sobre temas como música e agricultura, os quais são inexistentes em outros textos. É também um dos textos antigos mais longos, ultrapassando os 100.000 caracteres..— Michael Carson & Michael Loewe, 1993: 324

## Antecedentes
A biografia de Lü Buwei presente nos Registros do Historiador (capítulo 85, p. 2510) contém as informações mais antigas conhecidas sobre o Lüshi Chunqiu. Lü era um comerciante bem-sucedido de Handan, que se tornou amigo do rei Zhuangxiang. O filho do rei, Zheng – que, segundo os Registros do Historiador, seria na verdade filho de Lü –, tornar-se-ia mais tarde o primeiro imperador da China, Qin Shi Huang, em 221 a.C.
Quando Zhang Xiangxiang morreu, em 247 a.C., Lü Buwei assumiu a posição de regente do príncipe herdeiro Zheng, então com 13 anos de idade. Para transformar o Estado de Qin no centro intelectual da China, Lü "recrutou estudiosos, tratando-os generosamente, de modo que seus auxiliares chegaram a três mil".
Em 239 a.C., Lü Buwei, conforme consta em Registros do Historiador,
"ordenou a seus criados que registrassem tudo o que haviam aprendido e compilassem suas teses em uma obra que consistia em oito 'Exames', seis 'Discursos' e doze 'Almanaques', totalizando mais de 200.000 palavras."— Knoblock e Riegel (2000:14)
Ainda segundo os Registros do Historiador, Lü exibiu Lüshi Chunqiu, quando concluído, nos portões da cidade de Xianyang, capital do Estado de Qin, acompanhado de um edital que oferecia mil medidas de ouro a qualquer erudito itinerante que fosse capaz de acrescentar ou remover sequer uma palavra do que estava escrito no livro.
O Hanshu Yiwenzhi classifica o Lüshi Chunqiu como pertencente à escola Zajia (雜家 / 杂家, "Escola Mista"), dentro da categoria Zhuzi lüe (諸子略, "Compêndio dos Filósofos"), relativa às Cem Escolas do Pensamento. Embora o texto seja frequentemente descrito como "sincrético", "eclético" ou "miscelâneo", trata-se de uma síntese coesa do pensamento filosófico contemporâneo, incorporando elementos do Legalismo, Confucionismo, Moísmo e Taoísmo.

## Conteúdo
O título Lüshi Chunqiu inclui a expressão chunqiu (春秋, literalmente "primavera e outono"), que neste contexto significa anais ou crônica. Trata-se de uma referência clássica aos Os Anais de Primavera e Outono, texto confucionista que narra a história do Estado de Lu entre 772 e 481 a.C.
O Lüshi Chunqiu compreende 26 juan ("pergaminhos, livros") divididos em 160 pian ("seções"), organizados em três partes principais:
- Ji (紀, "Os Almanaques"): Livros 1 a 12. Correspondem aos meses do ano e listam atividades sazonais apropriadas para garantir o bom funcionamento do Estado. Essa parte, copiada no capítulo Yueling do Clássico dos Ritos, incorpora passagens de outros textos, muitas vezes sem atribuição.
- Lan (覧, "Os Exames"): Livros 13 a 20. Cada um contém 8 seções que correspondem aos 64 hexagramas do I Ching. Esta é a seção mais longa e eclética, com citações de muitos textos antigos, alguns dos quais hoje estão perdidos.
- Lun (論, "Os Discursos"): Livros 21 a 26. Tratam principalmente de governança, exceto as quatro últimas seções, que abordam a agricultura. Sua composição lembra a dos Exames.

## Integridade do texto
As características composicionais do texto, seu grau de completude — isto é, a correspondência com o relato oferecido pelos Registros do Historiador — e a possível corrupção do texto original têm sido objeto de atenção acadêmica. Estudos indicam que a seção dos Almanaques apresenta um nível significativamente maior de integridade e organização temática em comparação com as demais partes da obra.
Um exemplo frequentemente citado envolve os capítulos "Yu da" 諭大, da seção dos Exames, e "Wu da" 務大, da seção dos Discursos, que apresentam passagens quase idênticas em conteúdo. No entanto, essas passagens são atribuídas a autores diferentes: no primeiro caso, a Jizi 季子; no segundo, a Confúcio. 

## Recepção
O estudioso Liang Qichao afirmou: "Este livro, ao longo de dois mil anos, não sofreu supressões nem corrupções. Além disso, conta com o excelente comentário de Gao You. É, sem dúvida, a obra mais perfeita e de leitura mais acessível entre os livros antigos."
A posição de Liang — posteriormente alvo de críticas moderadas — refletia o fato de o Lüshi Chunqiu não ter sido reconhecido como parte do cânone clássico confucionista.

## Posições principais
Reconhecendo as dificuldades de resumir Lüshi Chunqiu, John Knoblock e Jeffrey Riegel listam 18 pontos principais.
1. Afirmação de autocultivo e imparcialidade
2. Rejeição do governante hereditário do império
3. A estupidez como causa do governo hereditário
4. Necessidade do governo honrar as preocupações das pessoas
5. A importância central da aprendizagem e dos professores
6. Apoio e admiração pela aprendizagem como base da regra
7. Nenhuma afirmação pela regra; A principal tarefa de um governante é selecionar seus ministros
8. Necessidade de uma regra que se baseie na experiência dos seus conselheiros
9. Necessidade de uma regra para praticar a quietude
10. O ataque de acordo com as práticas Qin
11. A Guerra Justa
12. Respeito pelas artes civis
13. Ênfase na agricultura
14. Facilitar o comércio e a troca
15. Estimular a economia e a conservação
16. Redução de impostos e taxas
17. Ênfase na piedade filial e lealdade.[5]

O Lüshi chunqiu é um compêndio valioso do pensamento e da civilização chinesa antiga.

## Referência
1. ↑  Sellman, James D. (2002), Timing and Rulership in Master Lü's Spring and Autumn Annals, Albany: State University of New York Press
2. ↑  Sellman, James D. (1998), «Lüshi Chunqiu», Routledge Encyclopedia of Philosophy, Taylor & Francis, doi:10.4324/9780415249126-G057-1
3. ↑  KNOBLOCK, John; RIEGEL, Jeffrey. Los anales de Lü Buwei: una traducción completa y estudio. Stanford: Stanford University Press, 2000. p. 13.
4. ↑  Stephen W. Durrant, The Cloudy Mirror: Tension and Conflict in the Writings of Sima Qian. Albany: State University of New York Press, 1995, p. 80.
5. ↑  Lü, Bu wei; Knoblock, John; Riegel, Jeffrey K. (2000). The annals of Lü Buwei. Stanford (Calif.): Stanford University Press. p. 46-56